# Казакбаева (хутор)
Казакбаева — упразднённый хутор в Кизильском районе Челябинской области. На момент упразднения входил в состав Полоцкого сельсовета. Исключён из учётных данных в 1995 году.

## География
Располагался в лесном массиве на правом берегу реки Мандесарка (приток Большой Караганки), на расстоянии примерно 10 км по прямой к северо-востоку от села Полоцкое.

## История
В 1968 году населенному пункту при ферме совхоза «Урал» присвоено название хутор Казакбаева. По данным на 1970 год хутор Казакбаева входил в состав Полоцкого сельсовета. В нём располагалась ферма 2-го отделения совхоза «Полоцкий».
Исключен из учётных данных Постановлением Областной Думы Челябинской области от 21 декабря 1995 года № 307.

## Население
| 1970 | 1977 | 1983 |
| ---- | ---- | ---- |
| 6    | ↗10  | →10  |